# Amagaon, Khanapur
Amagaon là một làng thuộc tehsil Khanapur, huyện Belgaum, bang Karnataka, Ấn Độ.